# Франков Артем Вадимович
Арте́м Вади́мович Франко́в (24 липня 1970, Харків — 31 жовтня 2023, Київ) — український спортивний журналіст, головний редактор журналу «Футбол». Заслужений журналіст України (2005), нагороджений орденом «За заслуги» ІІІ ступеня (2012).

## Життєпис
1992 року закінчив радіофізичний факультет Харківського університету; Харківську військову інженерну радіотехнічну академію ППО ім. Говорова (1994).
З 1994 року — викладач Харківського військового університету, 1997 — заступник головного редактора, газета «Теленеделя».
З 1997 по 2022 рік — головний редактор журналу «Футбол», який за його керівництва став одним із провідних футбольних часописів України.
Більшість матеріалів писав російською мовою. Володів англійською.
Помер 31 жовтня 2023 року внаслідок інсульту.

## Автор книг
- Моделирование квантово-оптических вооружений (1996, у співавторстві)
- Лобановский. Послесловие (2002, у співавторстві з Дмитром Харитоновим)
- Футбол по-украински (2006)
- Футбол (2009)
- Все чемпионаты мира по футболу 9 томов (2010)